# Chaetomosillus nigriceps
Chaetomosillus nigriceps är en tvåvingeart som beskrevs av Malloch 1934. Chaetomosillus nigriceps ingår i släktet Chaetomosillus och familjen vattenflugor. Inga underarter finns listade i Catalogue of Life.